# قسط بحري
القسط البحري، أو كريب الزنجبيل (الاسم العلمي: Cheilocostus speciosus) هو نوع من النباتات المزهرة من فصيلة القسطية.

## معرض الصور

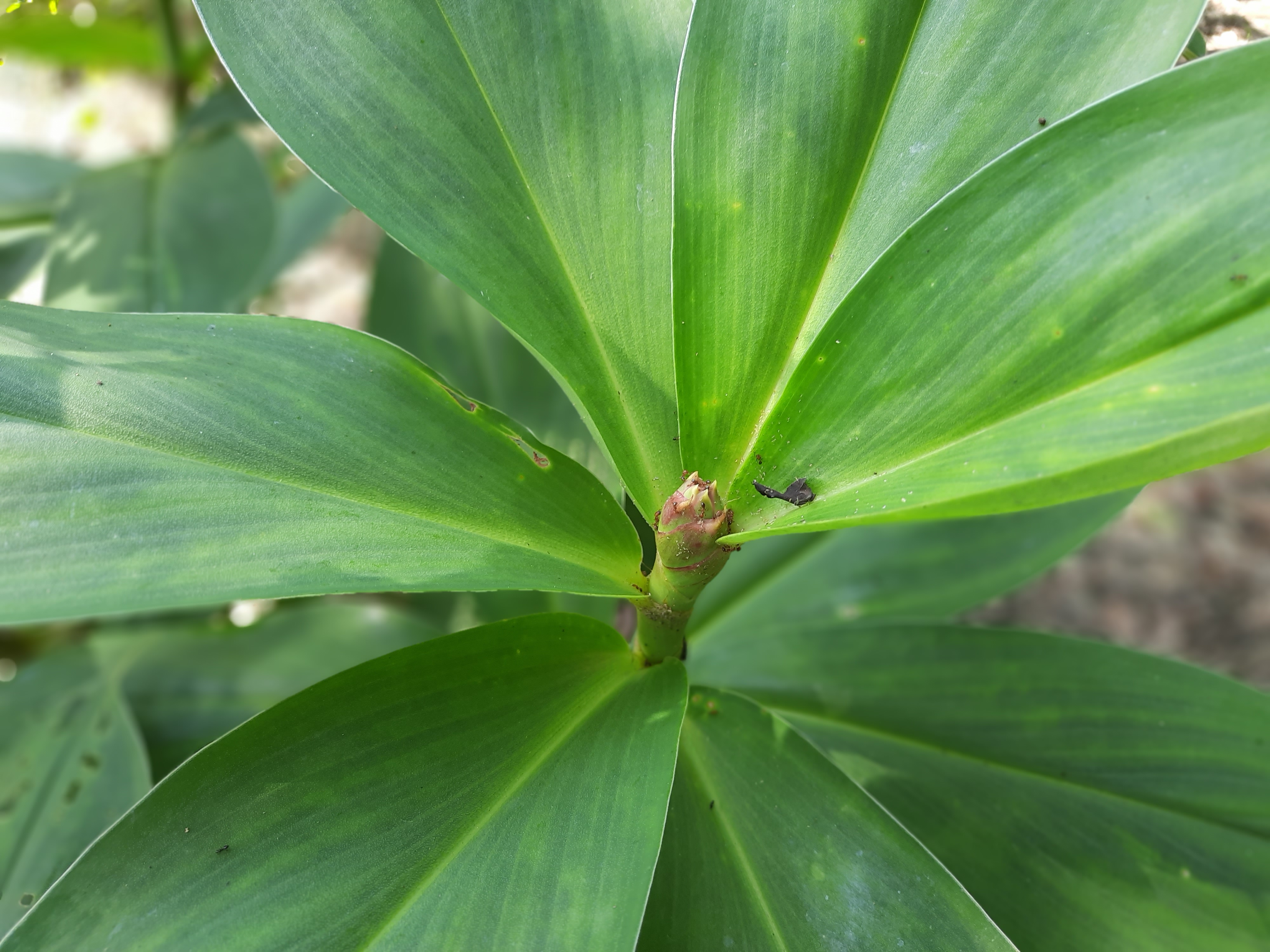
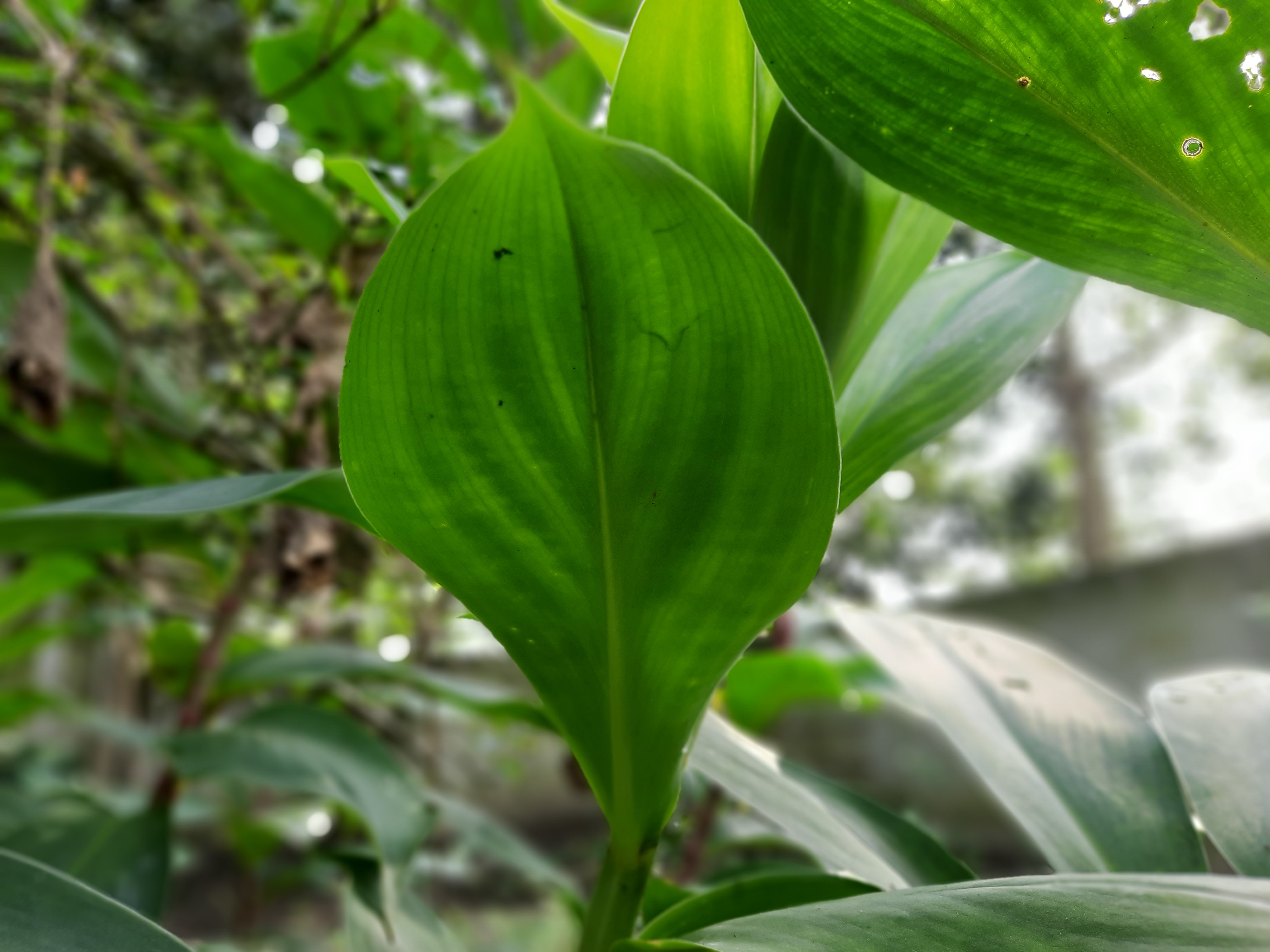
الزهرة إلى بذور
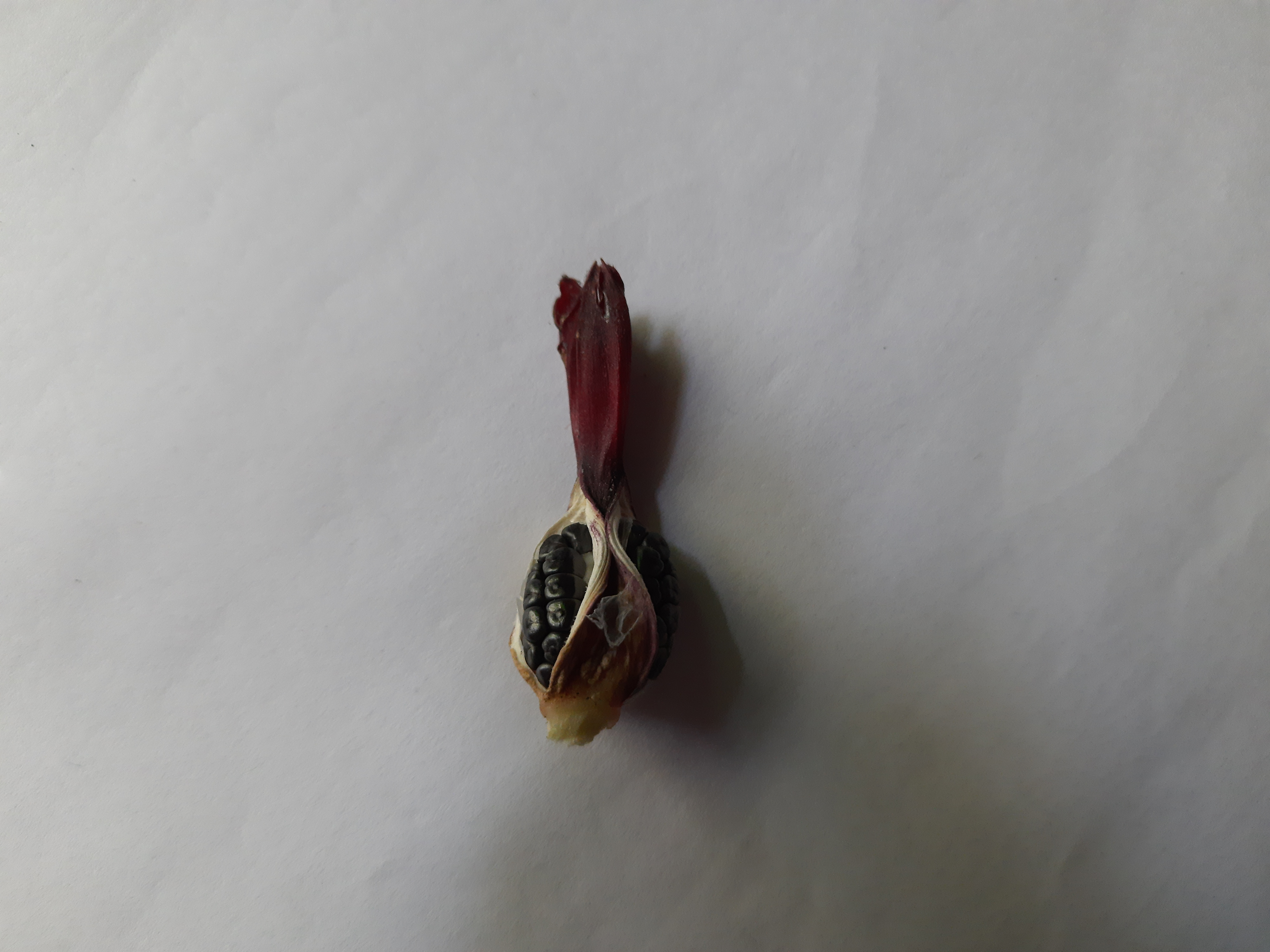
البذور
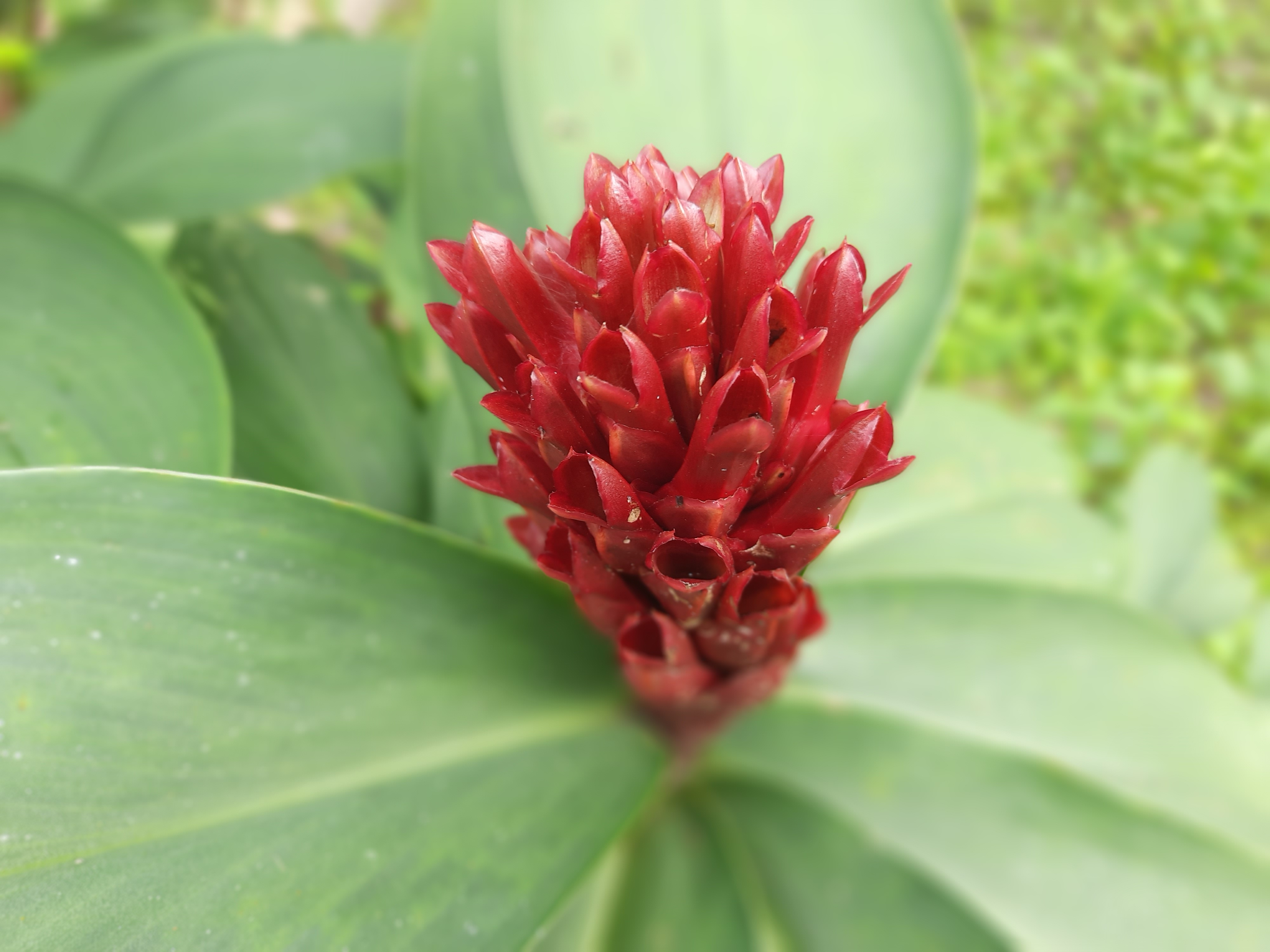
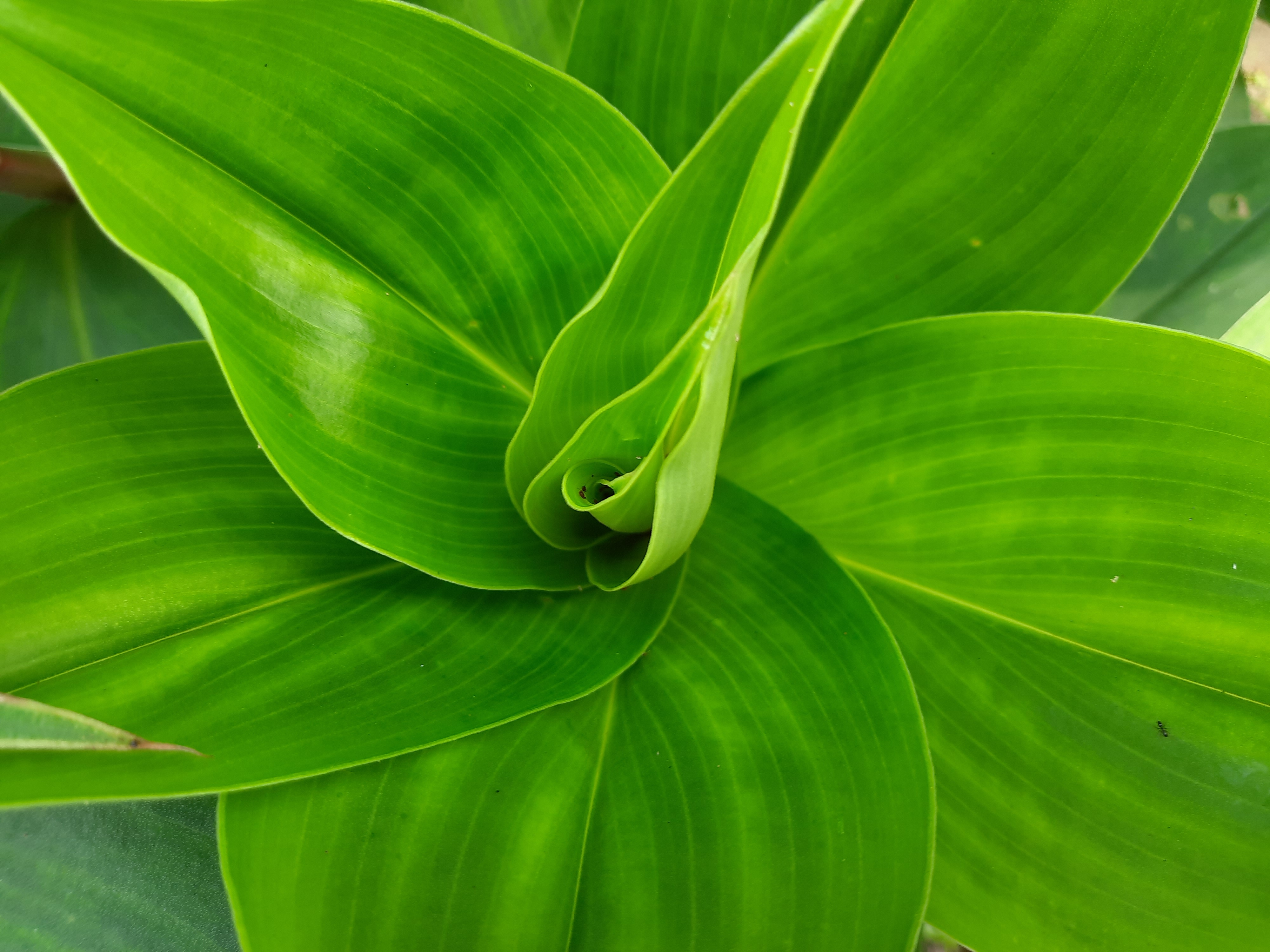
ورقة جديدة
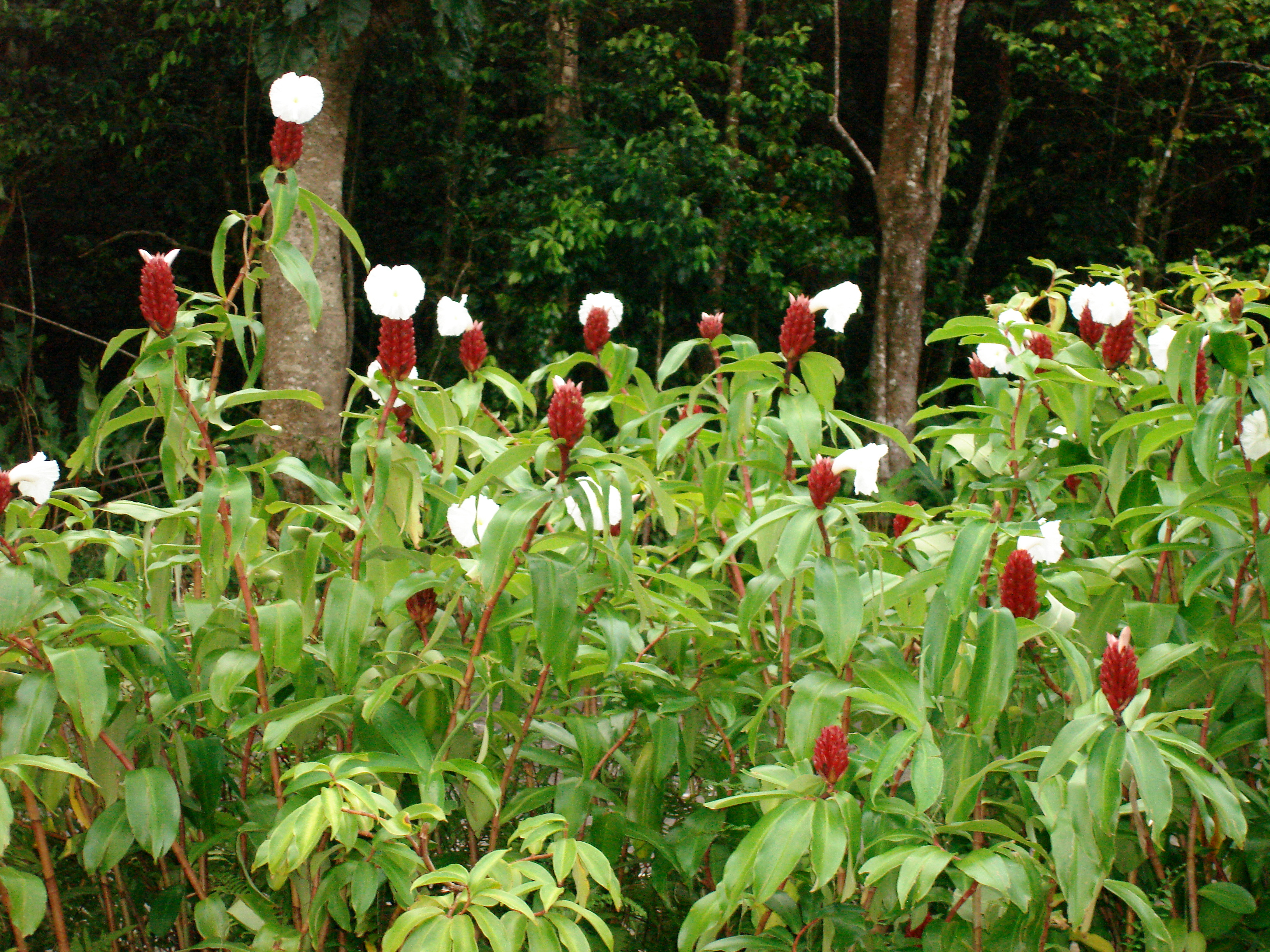
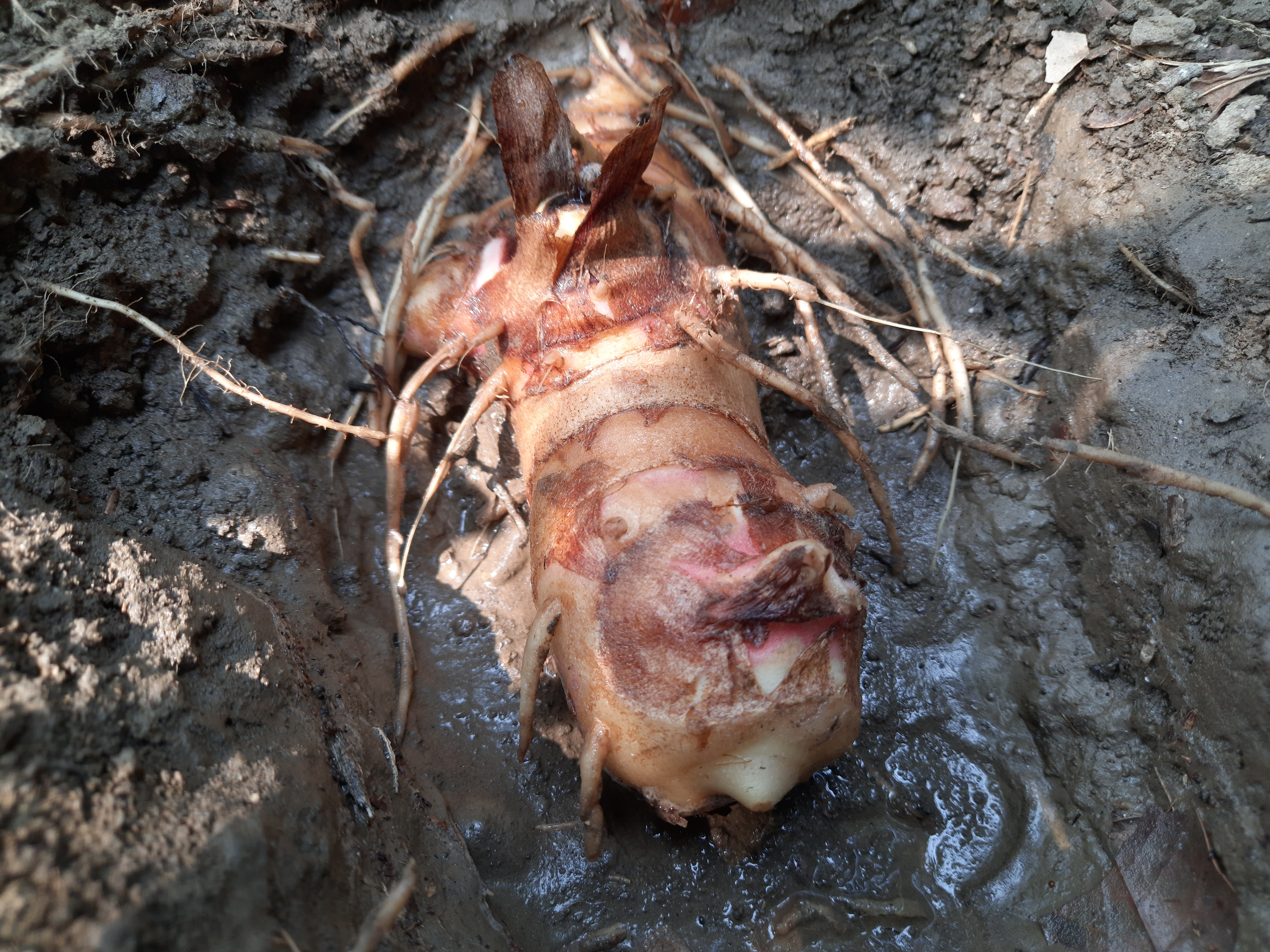
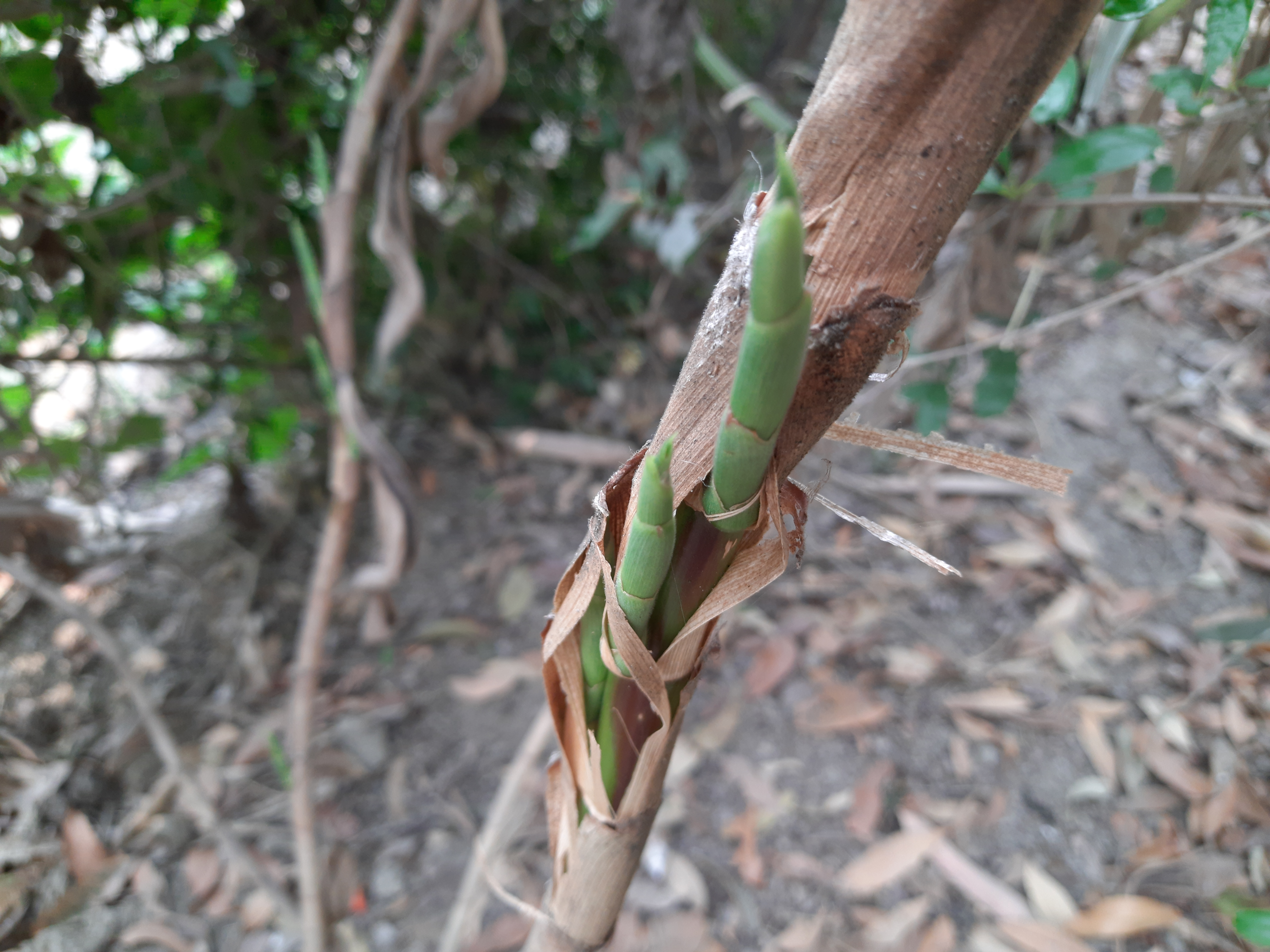
براعم جديدة